# Dicordylus
Dicordylus là một chi bọ cánh cứng trong họ Belidae.